# Etz (Au vorm Wald)
Etz war eine Einöde und ein Ortsteil der ehemaligen Gemeinde Au vorm Wald im niederbayerischen Bezirksamt Bogen.
Der Ort  wurde nach 1900 und vor 1925 aufgelassen, da sich in den Volkszählungsdaten nach 1900 keine Hinweise mehr auf den Ort ergeben. Aus den Entfernungsangaben in den Volkszählungsdaten und den in der Uraufnahme (1808–1864) dargestellten Siedlungen lässt sich auf die Lage zwischen Hasenquanten und Schafberg (Hunderdorf) schließen.
Der Ort gehörte zur katholischen Pfarrei Hunderdorf.

## Einwohnerentwicklung
| Jahr          | 1838 | 1860 | 1871 | 1885 | 1900 |
| ------------- | ---- | ---- | ---- | ---- | ---- |
| Einwohner Etz | 14   | 10   | 7    | 7    | 5    |
| Wohngebäude   | 2    | 2    |      | 1    | 1    |